# 한국철도 100주년 기념 스탬프
한국철도 100주년 기념 스탬프(韓國鐵道100周年記念스탬프)는 1999년 대한민국 철도청에서 한국철도 100주년 기념 사업의 일환으로, 전국의 100개 역에 각 역의 특징을 살린 기념 스탬프를 제작하여 비치한 것이다. 2000년대 중반부터 코레일 이외의 단체나 개인이 만들어서 각 역에 비치하는 경우가 생겨나서, 역방문 기념 스탬프로 불리기도 한다.

## 한국철도 100주년 기념 스탬프가 비치된 역

### 1999년 제작된 100개 역
- 경부선 : 서울역, 노량진역, 영등포역[1], 수원역, 천안역, 조치원역, 신탄진역, 대전역, 영동역, 김천역, 구미역, 동대구역, 청도역, 밀양역, 구포역, 부산진역, 부산역
- 호남선 : 서대전역, 논산역, 익산역, 김제역, 정읍역, 백양사역, 광주송정역, 영산포역, 목포역
- 전라선 : 전주역, 남원역, 구례구역, 순천역, 여수엑스포역
- 장항선 : 온양온천역, 예산역, 삽교역, 홍성역, 대천역, 웅천역, 서천역, 장항역, 군산역
- 중앙선 : 청량리역, 양평역, 용문역, 간현역, 원주역, 제천역, 도담역, 단양역, 희방사역, 풍기역, 영주역, 안동역, 영천역, 경주역
- 경춘선 : 대성리역, 청평역, 가평역, 강촌역, 남춘천역, 춘천역
- 경원선 : 성북역, 의정부역, 신탄리역
- 경의선 : 수색역, 백마역, 문산역
- 영동선 : 봉화역, 승부역, 철암역, 신기역, 동해역, 정동진역, 강릉역
- 태백선 : 영월역, 민둥산역, 추전역, 태백역
- 정선선 : 정선역, 구절리역
- 진해선 : 진해역
- 경전선 : 창원역, 마산역, 진주역, 하동역, 광양역, 벌교역, 보성역
- 광주선 : 광주역
- 동해선 : 포항역, 불국사역, 울산역[2], 해운대역
- 경인선 : 도원역, 인천역
- 충북선 : 청주역, 충주역, 삼탄역
- 교외선 : 일영역, 장흥역
- 경북선 : 점촌역

이 외에도 철도박물관에도 기념 스탬프를 비치하여, 총 101종의 기념 스탬프가 제작되었다.

### 2000년 이후 제작된 역
코레일에서 제작하지 않은 스탬프는 만든 주체를 주석으로 표기하였다.
- 경부선 : 용산역, 평택역, 옥천역, 심천역, 황간역, 추풍령역, 왜관역, 대구역, 경산역, 남성현역, 상동역[3], 삼랑진역[3], 원동역[3], 물금역[3], 화명역[3], 사상역[3]
- 경부고속선 : 광명역[4], 천안아산역[4], 오송역[2], 김천(구미)역[2], 경주역[2], 울산역
- 호남선 : 계룡역, 연산역, 강경역, 함열역, 장성역, 나주역[5], 함평역
- 호남고속선 : 공주역
- 전라선 : 임실역, 곡성역, 괴목역, 여천역
- 장항선 : 광천역, 신창역, 온양온천역
- 중앙선 : 상봉역, 운길산역, 평은역, 의성역, 탑리역, 화본역, 서경주역
- 경춘선 : 화랑대역
- 경원선 : 양주역, 동두천역, 백마고지역, 전곡역, 연천역
- 경의선 : 임진강역, 도라산역[6], 장단역[7], 행신역, 강매역
- 영동선 : 춘양역, 분천역, 양원역, 석포역, 통리역, 흥전역, 나한정역, 도계역, 망상역, 묵호역
- 태백선 : 예미역, 고한역
- 정선선 : 별어곡역
- 경전선 : 낙동강역[8][9], 진영역[3], 함안역, 반성역, 완사역, 북천역[10], 횡천역, 득량역, 명봉역, 화순역, 서광주역
- 동해선 : 부전역[3], 거제해맞이역, 거제역, 교대역, 동래역[3], 안락역, 재송역, 센텀역, 벡스코역, 신해운대역, 송정역[3], 기장역[3], 일광역, 좌천역[3], 남창역[3], 태화강역[11], 호계역[3], 나원역, 양학동역
- 충북선 : 오근장역, 목행역[8]
- 경북선 : 예천역, 용궁역
- 대구선 : 하양역
- 안산선 : 안산역, 오이도역
- 과천선 : 대공원역
- 수인선 : 달월역, 월곶역, 소래포구역, 인천논현역, 호구포역, 남동인더스파크역, 원인재역, 연수역, 인하대역, 숭의역, 신포역
- 경강선 : 판교역, 이매역, 삼동역, 경기광주역, 초월역, 곤지암역, 신둔도예촌역, 이천역, 부발역, 세종대왕릉역, 여주역

### 그 외의 기념스탬프

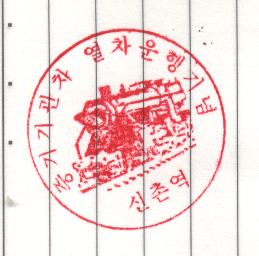
증기기관 관광열차 기념 스탬프

- 증기기관 관광열차 기념 스탬프 : 경의선 신촌역, 교외선 일영역에 비치되어 있으며 모양은 같고 스탬프 하단의 역명만 다르다. 일영역의 스탬프는 분실된 상태이다.
- 역무원 체험 프로그램 기념 스탬프 : 연산역에 있다.[출처 필요]
- N'Rail 특별 제작 스탬프 : 역에서 자체제작된 스탬프로 다른 분천역 스탬프와 같이 보관 되어있다.(잉크가 빨간색인것이 Point)
- 정선아리랑열차 (A-Train) 관광열차 기념 스탬프 : 정선아리랑열차 유람열차 기념으로 제작된 스탬프, 민둥산역에 비치 되어있다.

### 해당 역에 스탬프가 비치되지 않은 역
- 경부선 부산진역 : 여객취급을 중지하면서 부산역에 비치되었고, 도난 사건으로 한동안 날인 받을 수 없었으나 2009년 12월부터 다시 날인이 가능해졌지만 또다시 분실되면서 날인이 불가능했다. 2019년 기준으로는 철도 동호인의 복원으로 동해선 부전역에서 날인할 수 있다.
- 경북선 용궁역 : 역 직원이 없는 무배치간이역으로 서로 다른 도안의 스탬프가 점촌역과 예천역에 각각 비치되어 있다.
- 경의선 장단역 : 실제로 장단역 스탬프는 아니며, 장단역 증기기관차를 기념하기 위한 스탬프로서 임진각에 비치되어 있다.
- 경전선 낙동강역 : 여객 취급 중지역으로 삼랑진역에서 받을 수 있다.
- 경춘선 화랑대역 : 복선전철화로 폐역되어 상봉역을 거쳐 광운대역으로 옮겨졌으나 2018년 경 화랑대역 역사를 개조한 화랑대역사관에 전시되어 날인할 수 없으며, 역사관 개장으로 제작된 신 스탬프(구 스탬프와 도안이 다르다.) 2종을 날인받을 수 있다.
- 교외선 장흥역/일영역 : 무인화로 인해 대곡역 (고양)에 비치되었다. 증기기관차 운행 기념 스탬프는 대곡역에 비치되어 있지 않다.
- 동해선 동래역 : 코레일 구 부산지사에서 제작한 스탬프는 센텀역에 비치되었다가 관리 부실로 폐기되었다.
- 영동선 양원역 : 역 직원이 없는 임시승강장으로 분천역에서 받을 수 있다.
- 영동선 통리역 : 솔안터널 완공으로 스위치백이 폐지되자 동백산역으로 이동해 보관 중이다.(역무실 안에 비치)
- 영동선 흥전역/나한정역 : 솔안터널 완공으로 스위치백이 폐지되자 도계역으로 이동해 보관 중이다.
- 영동선 망상역 : 현재 역사는 철거, 선로는 유지중이며 그 선로 위에 펜션이 위치되어 있다. 스탬프는 비치되어 있지 않다. PS. 인근 두 역(묵호역, 동해역)에 확인완료.
- 영동선 승부역 : 역 직원이 없는 무배치간이역, 역사 존재하지 않음. (당시 도착시각 오후8시 이후.. 확인된다면 수정 요청)                                                                                                                                                                             　　　　　　　 PS. 스탬프 여행하시는 분들께..... 자가용으로 이동시 역까지 들어가는 길이 오지이므로 차량상태 주의요망, 석포역에서 12Km 더 들어가야함,들어가더라도 차량 역 밑에 주차할 것을 권장. 올라가면 차량 돌리지못함, 분천역 - 승부역간 차량이동시간 1시간 10분 소요)
- 정선선 별어곡역 : 현 별어곡역사는 민간임대 미술관으로 유지되고 있다.(현재 휴관) 역 무인화로 인해 민둥산역에 비치 되어 있다.
- 정선선 구절리역 : 레일바이크 사업 관계로 사실상 폐역되었으며, 정선역에 비치되었다.
- 중앙선 간현역 : 선로 이설에 의한 폐역과 함께 스탬프가 파기되었다고 전해졌으나 동화역에서 날인받을 수 있다가 공식 파기되었고, 2019년 기준으로는 동호인의 복원으로 구 간현역사(원주레일파크 매표소)에 비치되어 있다.
- 중앙선 도담역 : 도담역의 여객 영업 중지로 인해 단양역에서 받을 수 있었으나 단양역 측 스탬프는 행방불명되었고 도담역 본역에서만 날인 가능하다.
- 중앙선 평은역 : 평은역이 영주댐에 수몰되며 폐지되어, 현재는 영주역에서 받을 수 있다. 한때 분실되었으나 동호인의 복원으로 2019년 2월 9일 영주역 스탬프와 같은 장소에 재비치되었다.
- 진해선 진해역 : 여객 취급 중지역으로 마산역에 비치되어 있다.
- 충북선 목행역 : 목행역의 무인화로 충주역으로 이동해 보관 중이다.
- 호남선 영산포역 : 호남선 이설로 폐역되면서 나주역에 비치되었다.

## 스탬프를 받는 방법
- 매표소에 비치되어 있는 경우가 대부분이며, 서울역 등 큰 역은 역 내의 종합관광안내소에 스탬프를 비치하고 있다.
- 매표소에 비치되어 있지 않은 경우 역무실 안에 따로 보관중이니, 역무원에게 말씀드리면 된다. (역무실은 누구나 들어갈 수 있다. 문을 밀고 들어가면 된다.[12])
- 각 역에는 스탬프 도장과 패드가 비치되어 있어, 종이만 있으면 쉽게 스탬프를 받을 수 있다.
- 일부 철도역에 비치된 스탬프의 경우에는 도장 자체에 잉크를 넣는 방식이어서 패드가 필요 없이 바로 종이에 찍을 수 있다.